# Grubengelände Hörre
Grubengelände Hörre este o arie protejată (arie specială de conservare — SAC, sit de importanță comunitară — SCI) din Germania întinsă pe o suprafață de 9,97 ha, integral pe uscat.

## Localizare
Centrul sitului Grubengelände Hörre este situat la coordonatele 51°01′41″N 8°23′25″E / 51.0281°N 8.3903°E.

## Înființare
Situl Grubengelände Hörre a fost declarat sit de importanță comunitară în martie 2001 pentru a proteja 1 specie de animale. Situl a fost protejat și ca arie specială de conservare în decembrie 2004.

## Biodiversitate
Situată în ecoregiunea continentală, aria protejată nu include niciun habitat protejat.
La baza desemnării sitului se află o specie protejată de  mamifere: liliac comun (Myotis myotis).
Pe lângă speciile protejate, pe teritoriul sitului au mai fost identificate 5 specii de mamifere.